# Keisuke Osako
Keisuke Osako (大迫 敬介, Ōsako Keisuke), né le 28 juillet 1999 à Izumi au Japon, est un footballeur international japonais. Il évolue au poste de gardien de but au Sanfrecce Hiroshima.

## Biographie

### Sanfrecce Hiroshima
Né à Izumi au Japon, Keisuke Osako est formé au Sanfrecce Hiroshima. En février 2016, alors qu'il évolue dans la catégorie U18 du club, il prend part pour la première fois à des entraînements avec le groupe professionnel. Le 13 mars 2017, Osako signe son premier contrat professionnel avec le Sanfrecce Hiroshima.
Il fait ses débuts professionnels avec ce club lors de la saison 2019 de J1 League. Il joue son premier match lors de la première journée contre le Shimizu S-Pulse, le 23 février 2019. Ce jour-là, le Sanfrecce Hiroshima fait match nul (1-1). Il poursuit la saison comme titulaire, où il est préféré au vétéran Takuto Hayashi.
Osako remporte l'édition 2022 de la Coupe de la Ligue japonaise en étant titularisé lors de la finale le 22 octobre 2022 contre le Cerezo Osaka. Son équipe s'impose ce jour-là par deux buts à un.
Après le départ à la retraite de Takuto Hayashi, Osako reprend le numéro un en janvier 2024. Il portait jusqu'ici le numéro 38.

### En sélection
Avec les moins de 19 ans, il participe au championnat d'Asie des moins de 19 ans en 2018. Lors de cette compétition organisée en Indonésie, il ne joue qu'un seul match, face à l'Irak. Le Japon s'incline en demi-finale face à l'Arabie saoudite.
Keisuke Osako est convoqué par le sélectionneur Hajime Moriyasu pour disputer la Copa América 2019 au Brésil. Le 18 juin 2019, il honore sa première sélection lors du premier match du Japon dans ce tournoi, face à l'équipe du Chili. Il est titulaire dans les buts ce jour-là, mais son équipe s'incline lourdement sur le score de quatre buts à zéro.
Keisuke Osako est retenu avec l'équipe olympique du Japon pour participer aux Jeux olympiques d'été de 2020, qui se tiennent lors de l'été 2021.

## Statistiques

### En club
| Saison                | Club                  | Championnat           | Championnat | Championnat | Coupe nationale | Coupe nationale | Coupe de la Ligue | Coupe de la Ligue | Supercoupe | Supercoupe | Compétition(s) continentale(s) | Compétition(s) continentale(s) | Compétition(s) continentale(s) | Total | Total |
| Saison                | Club                  | Division              | M.          | B.          | M.              | B.              | M.                | B.                | M.         | B.         | Comp.                          | M.                             | B.                             | M.    | B.    |
| 2019                  | Sanfrecce Hiroshima   | J1 League             | 29          | 0           | 1               | 0               | -                 | -                 | -          | -          | ACL                            | 4                              | 0                              | 34    | 0     |
| 2020                  | Sanfrecce Hiroshima   | J1 League             | 15          | 0           | -               | -               | 1                 | 0                 | -          | -          | -                              | -                              | -                              | 16    | 0     |
| 2021                  | Sanfrecce Hiroshima   | J1 League             | 27          | 0           | -               | -               | -                 | -                 | -          | -          | -                              | -                              | -                              | 27    | 0     |
| 2022                  | Sanfrecce Hiroshima   | J1 League             | 28          | 0           | 5               | 0               | 8                 | 0                 | -          | -          | -                              | -                              | -                              | 41    | 0     |
| 2023                  | Sanfrecce Hiroshima   | J1 League             | 34          | 0           | 2               | 0               | 3                 | 0                 | -          | -          | -                              | -                              | -                              | 39    | 0     |
| 2024                  | Sanfrecce Hiroshima   | J1 League             | 38          | 0           | 2               | 0               | 2                 | 0                 | -          | -          | ACL2                           | 7                              | 0                              | 49    | 0     |
| 2025                  | Sanfrecce Hiroshima   | J1 League             | 5           | 0           | 0               | 0               | 0                 | 0                 | 1          | 0          | -                              | -                              | -                              | 6     | 0     |
| Total sur la carrière | Total sur la carrière | Total sur la carrière | 176         | 0           | 10              | 0               | 14                | 0                 | 1          | 0          | -                              | 11                             | 0                              | 212   | 0     |

### En sélections
| Saison                | Sélection             | Phases finales             | Phases finales | Phases finales | Phases finales | Éliminatoires | Éliminatoires | Éliminatoires | Éliminatoires | Amicaux | Amicaux | Amicaux | Total | Total | Total |
| Saison                | Sélection             | Comp.                      | M.             | B.             | P.d.           | Comp.         | M.            | B.            | P.d.          | M.      | B.      | P.d.    | M.    | B.    | P.d.  |
| --------------------- | --------------------- | -------------------------- | -------------- | -------------- | -------------- | ------------- | ------------- | ------------- | ------------- | ------- | ------- | ------- | ----- | ----- | ----- |
| 2019                  | Japon                 | Copa america 2019          | 1              | 0              | 0              | CdM 2022      | -             | -             | -             | 0       | 0       | 0       | 2     | 0     | 0     |
| 2019                  | Japon                 | Coupe d'Asie de l'Est 2019 | 1              | 0              | 0              | CdM 2022      | -             | -             | -             | 0       | 0       | 0       | 2     | 0     | 0     |
| 2020                  | Japon                 | -                          | -              | -              | -              | -             | -             | -             | -             | -       | -       | -       | 0     | 0     | 0     |
| 2021                  | Japon                 | -                          | -              | -              | -              | CdM 2022      | -             | -             | -             | -       | -       | -       | 0     | 0     | 0     |
| 2022                  | Japon                 | Coupe d'Asie de l'Est 2022 | 1              | 0              | 0              | CdM 2022      | -             | -             | -             | 0       | 0       | 0       | 1     | 0     | 0     |
| 2022                  | Japon                 | Coupe du monde 2022        | -              | -              | -              | CdM 2022      | -             | -             | -             | 0       | 0       | 0       | 1     | 0     | 0     |
| 2023                  | Japon                 | -                          | -              | -              | -              | CdM 2026      | 1             | 0             | 0             | 3       | 0       | 0       | 4     | 0     | 0     |
| 2024                  | Japon                 | Coupe d'Asie 2023          | -              | -              | -              | CdM 2026      | 1             | 0             | 0             | -       | -       | -       | 1     | 0     | 0     |
| Total sur la carrière | Total sur la carrière | Total sur la carrière      | 3              | 0              | 0              | -             | 2             | 0             | 0             | 3       | 0       | 0       | 8     | 0     | 0     |

Le tableau suivant liste les rencontres de l'équipe du Japon dans lesquelles Keisuke Osako a été sélectionné depuis le 18 juin 2019 jusqu'à présent :

## Palmarès
Sanfrecce Hiroshima
- Coupe de la Ligue japonaise (1) :
  - Vainqueur : 2022.